# Giro dell'Appennino 2023
Il Giro dell'Appennino 2023, ottantaquattresima edizione della corsa, valevole come evento dell'UCI Europe Tour 2023 categoria 1.1, si svolse il 2 giugno 2023 su un percorso di 198,5 km, con partenza da Novi Ligure in provincia di Alessandria e arrivo in via XX Settembre a Genova, in Italia.
I corridori affronteranno in ordine il passo della Castagnola, il passo dei Giovi, le salite verso Crocetta d'Orero, Pietralavezzara e infine la scalata verso il santuario di Nostra Signora della Guardia che precede la discesa verso il capoluogo ligure La vittoria fu appannaggio dello svizzero Marc Hirschi, il quale completò il percorso in 4h57'37", alla media di 40,018 km/h, precedendo lo spagnolo Cristián Rodríguez e l'eritreo Henok Mulubrhan.

## Squadre partecipanti
| N.    | Cod. | Squadra                           |
| ----- | ---- | --------------------------------- |
| 1-7   | ICW  | Intermarché-Circus-Wanty          |
| 11-17 | ARK  | Team Arkéa-Samsic                 |
| 21-27 | UAD  | UAE Team Emirates                 |
| 31-37 | EOK  | Eolo-Kometa Cycling Team          |
| 41-47 | EKP  | Equipo Kern Pharma                |
| 51-57 | GBF  | Green Project-BardianiCSF-Faizanè |
| 61-67 | COR  | Corratec Selle Italia             |
| 71-77 | BTC  | Beltrami TSA Tre Colli            |
| 81-87 | BIE  | Biesse-Carrera                    |

| N.      | Cod. | Squadra                         |
| ------- | ---- | ------------------------------- |
| 91-97   | AZT  | D'Amico UM Tools                |
| 101-107 | GAL  | Gallina Ecotek Lucchini Colosio |
| 111-117 | GSS  | GW Shimano-Sidermec             |
| 121-127 | MGK  | MG.K Vis Colors for Peace       |
| 131-137 | NMC  | Nice Métropole Côte d'Azur      |
| 141-147 | Q3C  | Q36.5 Continental Team          |
| 151-157 | SIS  | Sias Rime                       |
| 161-167 | TER  | Team Technipes inEmiliaRomagna  |
| 171-176 | IWD  | Work Service-Vitalcare-Dynatek  |

## Ordine d'arrivo (Top 10)
| Pos. | Corridore          | Squadra     | Tempo    |
| ---- | ------------------ | ----------- | -------- |
| 1    | Marc Hirschi       | UAE         | 4h57'37" |
| 2    | Cristián Rodríguez | Arkéa       | a 1"     |
| 3    | Henok Mulubrhan    | Gr. Project | a 17"    |
| 4    | Francesco Busatto  | Intermarché | s.t.     |
| 5    | Lilian Calmejane   | Intermarché | s.t.     |
| 6    | Lorenzo Rota       | Intermarché | s.t.     |
| 7    | José Félix Parra   | Kern        | s.t.     |
| 8    | Élie Gesbert       | Arkéa       | s.t.     |
| 9    | Thomas Pesenti     | Beltrami    | s.t.     |
| 10   | Ewen Costiou       | Arkéa       | s.t.     |